# Бродяга (фильм, 1915)
«Бродяга» (англ. The Tramp, другие названия — Charlie on the Farm / Charlie the Hobo / Charlie the Tramp) — короткометражный немой фильм Чарли Чаплина, выпущенный 12 апреля 1915 года.
В конце 1990-х начале 2000-х годов фильм выпускался на VHS компанией «Kino Video», «Grapevine Video» и «Distar» (в Бразилии), позже выпускался на DVD дистрибьюторами «Image Entertainment» и другими.

## Сюжет
В фильме рассказывается история про Бродягу, защитившего девушку, которую пытались ограбить трое других бродяг. Девушка помогает бедному «рыцарю» устроиться работать на ферму своего отца, и дальше идёт каскад комических ситуаций из сельской жизни. Основным мотивом данного каскада является битьё мешком с мукой по голове неприятного персонажа и пинки под зад. Время от времени главный герой тоже получает по голове и ненадолго выключается из событий. Небольшие конфликты с работодателем не омрачают пасторального существования. Романтическая линия отношений со всё той же девушкой перемежается с попытками подоить корову или полить деревья.
Далее трое бродяг, ранее пытавшихся ограбить девушку, приходят к главному герою с предложением ограбить хозяина. Он соглашается, намереваясь их обмануть. Постоянно происходит путаница, и по голове всё время получают непричастные. В конце концов грабители изгнаны, главный герой ранен из револьвера в ногу… А к девушке приезжает молодой человек. И Бродяга понимает, что доброта — ещё не любовь. И пишет короткую прощальную записку…

## В ролях
- Чарли Чаплин — Бродяга
- Эрнест Ван Пелт — фермер
- Эдна Пёрвиэнс — дочь фермера
- Пэдди Макгуайр — помощник фермера
- Лео Уайт — первый грабитель
- Ллойд Бэкон — жених дочери фермера / второй грабитель
- Бад Джемисон — третий грабитель
- Билли Армстронг — человек с книгой

## Художественные особенности
Тут было уже целое открытие: вместо традиционного для Голливуда счастливого конца — happy end — или кистоуновской безумной погони использован «открытый конец» — open end. Это и другие художественные нововведения позволяют считать комедию «Бродяга», снятую на самой заре независимости Чаплина, подлинно этапной… Фильмы «Бродяга» и «Банк» были первыми комедиями Чаплина, в которых явственно дали о себе знать драматические и трагические нотки, нашедшие позднее столь сильное звучание в его зрелом творчестве.
— А. В. Кукаркин. Чарли Чаплин. — 2-е изд. — М.: Искусство, 1988. — С. 54—55.